# Artuico di Castello (vescovo)
Artuico di Castello (talvolta anche Artico) (anni 1280 – 1331) è stato un vescovo cattolico italiano.

## Biografia
Proveniva da una nobile casata che aveva ricevuto in feudo Castel Porpeto, nei pressi di Porpetto. Durante la giovinezza seguì la politica di famiglia e si schierò dalla parte del conte di Gorizia, avversando il patriarca di Aquileia. Nel 1306, assediato nel suo fortilizio, dovette sottomettersi al patriarca Ottobuono di Razzi.
Nel 1309 abbracciò la vita consacrata e divenne canonico del capitolo di Cividale. Nel 1315 fu vicario del conte Enrico II di Gorizia, che allora era capitano generale del Friuli.
Il 28 dicembre 1317 venne eletto vescovo di Concordia (con sede a Portogruaro). Entrò in diocesi all'inizio del giugno successivo, ottenendo il giuramento del capitolo, del Comune di Portogruaro e del più importante esponente della nobiltà locale, Enrico Squarra. Subito adottò un atteggiamento drastico e risoluto per ridare alla sua Chiesa l'autorità perduta e per risanarne le finanze. Nel 1318 pose il veto sulla nomina di Enrico II di Gorizia a podestà di Portogruaro ma più tardi, per chetare i suoi partigiani, strinse un'alleanza con la Serenissima.
Questa politica portò alla reazione dei feudatari locali, guidata dagli Squarra. In seguito ad alcuni gravi incidenti, entrò in gioco il patriarca Pagano della Torre il quale, nel 1321, sentenziava a favore di Artuico contro le pretese del Comune. Successivamente si ebbe una riappacificazione fra il vescovo e la nobiltà.
La tregua durò poco: nel 1327 nobili e Comune si rivoltarono e cacciarono il prelato dalla città. Seguì un periodo di instabilità e violenze che portò gli altri Comuni friulani a rivolgersi nuovamente al patriarca; questi riuscì a riportare la pace, ma costrinse Artuico a riconoscere al Comune maggiore autonomia, in particolare attorno all'elezione del suo podestà.